# Hotel Deauville (La Habana)
El hotel Deauville es un hotel histórico en el municipio de Centro Habana en La Habana, Cuba, ubicado en la avenida Galiano 1, en la esquina del Malecón habanero, mirando a la bahía de La Habana. El hotel fue construido con un casino en 1957 por un consorcio propiedad del mafioso estadounidense Santo Trafficante Jr..
En 1955, el dictador Fulgencio Batista promulgó la Ley de Hoteles 2074, ofreciendo disminución de impuestos, contratos del gobierno y licencias de casinoos a quien construyera un hotel que costara más de $1,000,000 o un club nocturno que costara $200,000. Esta ley propició la construcción del hotel Deauville, así como otros hoteles como los hoteles Riviera, Capri, St. John y Havana Hilton, todos incluyendo casinos.
La construcción del hotel Deauville comenzó en 1956 y fue inaugurado en 1957. Su costo ascendió a $2.3 millones, poseía 14 plantas, 140 habitaciones, una piscina en la azotea, un cabaret y dos casinos.
El hotel era originalmente propiedad del jefe de la familia criminal Trafficante, Santo Trafficante Jr., y el banco de bolita cubano Evaristo García Jr. Los casinos eran propiedad de Trafficante. Joe Silesi (alias Joe Rivers), un miembro de la familia criminal Gambino, era el gerente del casino. Trafficante también poseía intereses en el hotel Capri, el cabaret y casino Sans Souci, el hotel Sevilla-Biltmore, y el hotel Comodoro. El casino fue saqueado por turbas populares a principios de enero de 1959, mientras el Ejército Rebelde de Fidel Castro se acercaba a tomar el control de La Habana, tras la huida de Batista.
El 24 de octubre de 1960, el Gobierno de Cuba publicó en su Gaceta Oficial la Resolución 3 (Ley 851, Gaceta Oficial, del 7 de julio de 1960), la cual nacionalizó el hotel Deauville, junto a todos los demás hoteles y negocios de inversionistas estadounidenses. En 2017, se anunció que St Giles Hotels comenzaría a operar el hotel tras una fuerte renovación, que aún continuaba a finales de 2019.